# Новое Мерзлеево
Новое Мерзлеево — деревня в Брейтовском районе Ярославской области. Входит в состав Брейтовского сельского поселения.

## География
Находится в северо-западной части Ярославской области на расстоянии приблизительно 6 км на юг-юго-запад по прямой от административного центра района села Брейтово.

## История
В 1898 году здесь было учтено 33 двора.

## Население
Численность населения: 48 человек (русские 100 %) в 2002 году, 39 в 2010.